# Света Петка (дем Кукуш)
Вижте пояснителната страница за други значения на Света Петка.
Света Петка (на гръцки: Αγία Παρασκευή, Агия Параскеви) е село в Република Гърция, в дем Кукуш, област Централна Македония с 240 жители (2001).

## География
Селото е разположено северно от град Кукуш (Килкис), в близост до североизточния бряг на Дойранското езеро.

## История

### В Османската империя
В XV век в Айо Параскева или Света Петка са отбелязани поименно 42 глави на домакинства.
В османски обобщен данъчен списък на немюсюлманското население от вилаета Тимур Хисаръ̀ от 1616-1617 година селото е отбелязано като под името Исвети Петка с 92 джизие ханета (домакинства), въглищари.
В ΧΙΧ век Света Петка е смесено българо-турско село в Османската империя. Църквата „Свети Георги“ е от XIX век.
В 1891 година Георги Стрезов пише за селото:
| „ | Св. Петка, на З от града 10 часа път. 75 къщи българе с 50 турци. Има си църква, в която четат по гръцки. | “ |

Според статистиката на Васил Кънчов („Македония. Етнография и статистика“) от 1900 година Света Петка брои 580 жители българи християни и 650 турци.
Цялото християнско население на селото е под върховенството на Българската екзархия. По данни на секретаря на Екзархията Димитър Мишев („La Macédoine et sa Population Chrétienne“) в 1905 година в селото (Sveta-Petka) живеят 400 българи екзархисти.
В 1904/1905 година в българското училище в селото преподава Иван Илиев.
При избухването на Балканската война в 1912 година двама души от Света Петка са доброволци в Македоно-одринското опълчение.

### В Гърция
По време на войната селото е освободено от части на българската армия, но след Междусъюзническата война в 1913 година селото попада в Гърция. Населението му се изселва в България и на негово място са настанени гърци бежанци. В 1928 година селото е изцяло бежанско със 106 семейства и 411 жители бежанци.
| Име     | Име      | Ново име | Ново име | Описание                      |
| ------- | -------- | -------- | -------- | ----------------------------- |
| Чаирлък | Τσαϊρλίκ | Ливадаки | Λιβαδάκι | местност на СИ от Света Петка |

## Личности
Родени в Света Петка
- Георги Петров – Ербапо (1890 – 1931), български революционер от ВМОРО
- Георгиос Георгандас (р. 1967), гръцки политик
- Иван Г. Панев, македоно-одрински опълченец, 2 рота на 15 щипска дружина[12]
- Кочо Андонов, македоно-одрински опълченец, 22-годишен, работник, неграмотен, 1 рота на 3 солунска дружина, ранен на 17 юли 1913 година[13]